# Dombeya heimii
Dombeya heimii är en malvaväxtart som beskrevs av Arenes. Dombeya heimii ingår i släktet Dombeya och familjen malvaväxter. Inga underarter finns listade i Catalogue of Life.